# Jack Nance
Pour les articles homonymes, voir Nance.
Jack Nance, né Marvin John Nance, le 21 décembre 1943 à Boston, (Massachusetts, États-Unis), et mort le 30 décembre 1996 à South Pasadena, (Californie, États-Unis), est un acteur américain.

## Biographie
Né à Boston, Jack Nance a des ancêtres irlandais, il grandit à Dallas. Pendant huit ans il joue à l'American Conservatory Theater de San Francisco, puis s'engage dans le théâtre d'avant-garde. Vers 1970 à Philadelphie où il est en tournée, il rencontre David Lynch pour la première fois. C'est ensemble qu'ils se lancent dans la réalisation du film Eraserhead dont Jack va tenir le rôle principal. À cause des restrictions du budget et des complications techniques, la production du film va durer cinq ans. 
Jack Nance déménage à Los Angeles vers 1980. Il participe ensuite à la plupart des réalisations de David Lynch, (Dune, Blue Velvet, Twin Peaks, Sailor et Lula, Lost Highway). 
Il a été marié à l'actrice Catherine E. Coulson de 1968 à 1976, puis à Kelly Van Dyke du 21 juin 1991 au 17 novembre 1991.
Les circonstances de sa mort n'ont pas été élucidées. Il aurait reçu un coup à la tête au cours d'une bagarre. Un ami le trouve mort le lendemain à son domicile.

## Filmographie
- 1970 : Fools (en) : Hippie
- 1971 : Jump : Ace
- 1971 : Bushman : Felix
- 1977 : Eraserhead de David Lynch : Henry Spencer
- 1977 : Les Casseurs : Burton
- 1982 : Hammett de Wim Wenders: Gary Salt
- 1984 : Week-end (TV)
- 1984 : Dune de David Lynch : Capt. Iakin Nefud
- 1984 : Haut les flingues ! (City Heat) de Richard Benjamin : Aram Strossell, the Bookkeeper
- 1984 : Johnny le dangereux (Johnny Dangerously) de Amy Heckerling: Priest
- 1985 : Ghoulies de Luca Bercovici (it) : Wolfgang
- 1986 : Blue Velvet de David Lynch : Paul
- 1987 : Barfly de Barbet Schroeder: Detective
- 1988 : Colors de Dennis Hopper : Officer Samuels
- 1988 : Le Blob (The Blob)  de Chuck Russell : Doctor
- 1988 : Tricks of the Trade (TV)
- 1990 : Sailor & Lula (Wild at Heart) de David Lynch : 00 Spool
- 1990 : Mystères à Twin Peaks (Twin Peaks) (TV)  de David Lynch: Pete Martell
- 1990 : Hot Spot (The Hot Spot) de Dennis Hopper : Julian Ward
- 1991 : La Putain (Whore) de Ken Russell: homme qui aide Liz
- 1991 : Motorama : Le gérant du motel
- 1992 : Meatballs 4 (en) : Neil Peterson
- 1994 : Another Midnight Run (en) (TV) : Reilly
- 1994 : L'Amour et un 45 de C.M. Talkington : Justice Thurman
- 1995 : Voodoo (en) : Lewis
- 1995 : Justice à Metro City (The Demolitionist) : Father McKenzie
- 1995 : Across the Moon : Old Cowboy
- 1996 : Espions en herbe (The Secret Agent Club) de John Murlowski : Doc
- 1996 : Assault on Dome 4 (TV) : Mellow, Dome 4 Oldtimer
- 1996 : Little Witches : Father Michael
- 1997 : Lost Highway de David Lynch : Phil